# Aeroportul Internațional Funafuti
Aeroportul Internațional Funafuti (IATA: FUN, ICAO: NGFU) este un aeroport din Funafuti, Tuvalu ce deservește zona Funafuti. A fost deschis în 1943 și numit după zona deservită.
Situat la o altitudine de 3 m, aeroportul dispune de o singură pistă.